# 1549
Il 1549 (MDXLIX in numeri romani) è un anno  del XVI secolo.

## Eventi
- Pubblicazione del Book of Common Prayer; La chiesa anglicana svolta in senso protestante.
- Napoli – Avviene la prima operazione di parziale asportazione della milza, svolta da Leonardo Fioravanti (1518 ca. – 1588), con l'aiuto del chirurgo Zaccarella.
- 15 agosto – Giappone – San Francesco Saverio (canonizzato da Papa Gregorio XV nel 1622), San Cosme de Torres, SJ e fra' João Fernandez arrivarono a Kagoshima dall'India, con l'intento di evangelizzare il Paese.
- Siam (odierna Thailandia) – Ha termine il primo dei molti conflitti tra il Regno di Ayutthaya ed il Regno birmano della Dinastia di Taungù, con la ritirata degli invasori birmani

### America del Nord
- Il frate domenicano Luis Cancer de Barbastro viene ucciso da nativi americani in Florida durante una sua missione evangelizzatrice.

## Nati

### Gennaio
- 7 gennaio - Francesco Bassano, pittore italiano († 1592)

### Febbraio
- 15 febbraio - Barnim X di Pomerania,  tedesco († 1603)
- 20 febbraio - Francesco Maria II della Rovere, condottiero italiano († 1631)

### Marzo
- 10 marzo - Francesco Solano, religioso, presbitero e santo spagnolo († 1610)
- 11 marzo - Hendrik Laurenszoon Spiegel, umanista olandese († 1612)
- 31 marzo - Tsutsui Junkei, militare giapponese († 1584)

### Aprile
- 5 aprile - Francesca d'Orléans-Longueville, nobile francese († 1601)
- 5 aprile - Elisabetta Vasa, principessa svedese († 1597)

### Giugno
- 15 giugno - Elizabeth Knollys, nobildonna inglese († 1605)

### Luglio
- 1º luglio - Decio Azzolino il Vecchio, cardinale e vescovo cattolico italiano († 1587)
- 2 luglio - Sabina di Württemberg, nobile († 1581)
- 5 luglio - Francesco Maria Bourbon del Monte Santa Maria, cardinale, vescovo cattolico e diplomatico italiano († 1626)
- 30 luglio - Ferdinando I de' Medici, cardinale italiano († 1609)

### Agosto
- 2 agosto - Mikołaj Krzysztof Radziwiłł, nobile polacco († 1616)
- 10 agosto - Caterina di Brandeburgo-Küstrin, nobile tedesca († 1602)

### Settembre
- 1º settembre - Cesare Aretusi, pittore italiano († 1612)
- 1º settembre - Charles Philippe de Croÿ, militare e politico olandese († 1613)

### Ottobre
- 1º ottobre - Anna di San Bartolomeo, mistica e religiosa spagnola († 1626)

### Novembre
- 1º novembre - Anna d'Asburgo, sovrana († 1580)
- 5 novembre - Philippe Duplessis-Mornay, scrittore, politico e teologo francese († 1623)
- 11 novembre - Francesco Cenci, nobile italiano († 1598)
- 30 novembre - Henry Savile, matematico e traduttore inglese († 1622)

### Dicembre
- 9 dicembre - Costanzo Antegnati, compositore e organaro italiano († 1624)

### Senza giorno specificato
- Ahmad al-Mansur, sultano marocchino († 1603)
- John Bodey, beato inglese († 1583)
- Girolamo Brunelli, insegnante e traduttore italiano († 1613)
- Girolamo Campagna, scultore italiano († 1625)
- Giovan Giorgio Cesarini, collezionista d'arte italiano († 1585)
- Michel Coignet, ingegnere e matematico fiammingo († 1623)
- Giovanni Contarini, pittore italiano
- Andrea Fachinei, giurista italiano († 1609)
- Tommaso Garzoni, scrittore italiano († 1589)
- Denis Godefroy, giurista francese († 1622)
- Alfonso Gonzaga, condottiero italiano († 1569)
- Abraham Gorlaeus, antiquario olandese († 1608)
- Nicolò Vito di Gozze, filosofo dalmata († 1610)
- Ferdinand zu Hardegg, militare e nobile austriaco († 1595)
- Antonio de Herrera y Tordesillas, storico spagnolo († 1625)
- Girolamo Imparato, pittore italiano († 1607)
- Luke Kirby, presbitero inglese († 1582)
- Kutsuki Mototsuna, militare giapponese († 1632)
- Nicolò Lodron, nobile austriaco († 1621)
- Giovannangelo Lottini, religioso italiano († 1629)
- Melezio I Pegas, arcivescovo ortodosso greco († 1601)
- Giovanni Tommaso Minadoi, medico e storico italiano († 1615)
- Bernardino Morra, vescovo cattolico italiano († 1605)
- Oda Nobuharu, militare giapponese († 1570)
- Ogawa Suketada, militare giapponese († 1601)
- Oniniwa Tsunamoto, militare giapponese († 1640)
- Isabella Pallavicino, letterata italiana († 1623)
- Jacopo Palma il Giovane, pittore italiano († 1628)
- Pomponio Palombo, pittore e architetto italiano († 1592)
- Qu Taisu, funzionario e matematico cinese († 1612)
- John Rainolds, teologo e scrittore inglese († 1607)
- John Ratcliffe, esploratore e politico inglese († 1609)
- Cecilia Brusasorzi, pittrice italiana († 1593)
- Rusu Masakege, militare giapponese († 1607)
- Juan de Salcedo, esploratore spagnolo († 1576)
- Elin Ulfsdotter Snakenborg, nobildonna svedese († 1635)
- Jan Snellinck, pittore fiammingo († 1638)
- Francesco Soriano, compositore italiano († 1621)
- John Spencer, politico e nobile inglese († 1600)
- Gabriel Vázquez, gesuita, teologo e filosofo spagnolo († 1604)
- Giovanni Battista Tarilli, pittore e miniatore svizzero († 1614)
- Marie Touchet († 1638)
- Tsuda Nobuzumi, militare giapponese († 1570)
- Jan Wierix, incisore, pittore e miniaturista fiammingo († 1620)
- Yamauchi Yasutoyo, militare giapponese († 1625)
- Louis de Clermont d'Amboise, nobile francese († 1579)
- Jerónimo Javier, gesuita spagnolo († 1617)
- Martino de Leyva, nobile e militare spagnolo († 1600)

## Morti

### Gennaio
- 18 gennaio - Evangelista da Pian di Meleto, pittore italiano
- 22 gennaio - Giorgio Andreasi, vescovo cattolico italiano (n. 1467)
- 22 gennaio - Giovanni Maria Tolosani, teologo italiano
- 28 gennaio - Elia Levita, poeta e grammatico tedesco (n. 1469)

### Febbraio
- 1º febbraio - Melchior Lotter, tipografo e editore tedesco
- 3 febbraio - Sri Suriyothai,  siamese
- 4 febbraio - Hermann von Brüggenei (n. 1475)
- 14 febbraio - Uberto Gambara, cardinale e vescovo cattolico italiano (n. 1489)
- 15 febbraio - Il Sodoma, pittore italiano (n. 1477)

### Marzo
- 14 marzo - Lorenzo Cybo, sovrano italiano (n. 1500)
- 20 marzo - Thomas Seymour, I barone Seymour di Sudeley, nobile inglese
- 25 marzo - Veit Dietrich, teologo tedesco (n. 1506)

### Aprile
- 3 aprile - Matsudaira Hirotada, militare giapponese (n. 1526)
- 3 aprile - Ascanio Parisani, cardinale e vescovo cattolico italiano
- 15 aprile - Cristina di Sassonia, nobile tedesca (n. 1505)

### Maggio
- 1º maggio - Angelo Colocci, vescovo cattolico italiano (n. 1474)

### Luglio
- 19 luglio - Aloisio Gonzaga, condottiero italiano (n. 1494)

### Agosto
- 11 agosto - Ottone I di Brunswick-Harburg, nobile tedesco (n. 1495)
- 14 agosto - Filiberto Ferrero, cardinale, vescovo cattolico e diplomatico italiano (n. 1500)
- 30 agosto - Fra Damiano da Bergamo, intarsiatore e religioso italiano

### Settembre
- 21 settembre - Benedetto Accolti il Giovane, cardinale e arcivescovo cattolico italiano (n. 1497)

### Ottobre
- 20 ottobre - Trifone Gabriel, umanista italiano (n. 1470)
- 27 ottobre - Maria di Albret, nobile francese (n. 1491)

### Novembre
- 4 novembre - Bartolomeo Guidiccioni, cardinale e vescovo cattolico italiano (n. 1470)
- 10 novembre - Papa Paolo III, papa, vescovo cattolico e cardinale italiano (n. 1468)
- 15 novembre - Pallavicino Visconti, vescovo cattolico e condottiero italiano (n. 1498)
- 17 novembre - Iacopo Meleghino, economista e architetto italiano (n. 1480)
- 23 novembre - Francesco di Brunswick-Lüneburg, nobile tedesco (n. 1508)
- 26 novembre - Henry Somerset, II conte di Worcester, nobile inglese (n. 1496)

### Dicembre
- 19 dicembre - Ennio Filonardi, cardinale e vescovo cattolico italiano (n. 1466)
- 21 dicembre - Margherita d'Angoulême, scrittrice e poetessa francese (n. 1492)

### Senza giorno specificato
- Giovanni da Mel, pittore italiano
- Martinillo, traduttore peruviano (n. 1518)
- Osvaldo I di Zurlauben, generale svizzero
- Antonio Abbondi, architetto e scultore italiano
- Agostino Beaziano, umanista e poeta italiano
- William Benson, religioso inglese
- Domenico da Cortona, architetto e intagliatore italiano (n. 1465)
- Daniel Bomberg, tipografo e mercante d'arte fiammingo
- Aelbrecht Bouts, pittore fiammingo (n. 1455)
- Idelette de Bure,  olandese (n. 1509)
- Diego Centeno, militare spagnolo (n. 1514)
- Juan Fernández de Heredia, poeta e commediografo spagnolo (n. 1480)
- Luigi I Gonzaga di Palazzolo, militare e letterato italiano
- Paullu Inca, principe inca (n. 1518)
- Pietro Isabello, architetto italiano
- Giovanni Mazzuoli, letterato italiano (n. 1480)
- Antonio III Moncada, nobile, politico e militare italiano
- Arakida Moritake, scrittore giapponese (n. 1473)
- Alfonso Pérez de Guzmán, V duca di Medina Sidonia, nobile
- Diego Sánchez de Badajoz, scrittore portoghese (n. 1479)
- Lorenzo di Filippo Strozzi, scrittore e politico italiano (n. 1482)
- Andrés de Vega, teologo spagnolo (n. 1498)
- Jacob Ziegler, cartografo, geografo e teologo tedesco
- Ahmad al-Wattasi, sultano marocchino
- Antonio da Castello, ingegnere militare italiano
- Francesco da Jesi, religioso italiano (n. 1470)
- Philippe II de Croÿ, nobile belga (n. 1496)
- Michelle de Saubonne, umanista francese

## Calendario
| Calendario 1549 | Calendario 1549 | Calendario 1549 | Calendario 1549 | Calendario 1549 | Calendario 1549 | Calendario 1549 | Calendario 1549 | Calendario 1549 | Calendario 1549 | Calendario 1549 | Calendario 1549 | Calendario 1549 | Calendario 1549 | Calendario 1549 | Calendario 1549 | Calendario 1549 | Calendario 1549 | Calendario 1549 | Calendario 1549 | Calendario 1549 | Calendario 1549 | Calendario 1549 | Calendario 1549 | Calendario 1549 | Calendario 1549 | Calendario 1549 | Calendario 1549 | Calendario 1549 | Calendario 1549 | Calendario 1549 | Calendario 1549 | Calendario 1549 |
| --------------- | --------------- | --------------- | --------------- | --------------- | --------------- | --------------- | --------------- | --------------- | --------------- | --------------- | --------------- | --------------- | --------------- | --------------- | --------------- | --------------- | --------------- | --------------- | --------------- | --------------- | --------------- | --------------- | --------------- | --------------- | --------------- | --------------- | --------------- | --------------- | --------------- | --------------- | --------------- | --------------- |
|                 | 1               | 2               | 3               | 4               | 5               | 6               | 7               | 8               | 9               | 10              | 11              | 12              | 13              | 14              | 15              | 16              | 17              | 18              | 19              | 20              | 21              | 22              | 23              | 24              | 25              | 26              | 27              | 28              | 29              | 30              | 31              |                 |
| Gennaio         | Ma              | Me              | Gi              | Ve              | Sa              | Do              | Lu              | Ma              | Me              | Gi              | Ve              | Sa              | Do              | Lu              | Ma              | Me              | Gi              | Ve              | Sa              | Do              | Lu              | Ma              | Me              | Gi              | Ve              | Sa              | Do              | Lu              | Ma              | Me              | Gi              |                 |
| Febbraio        | Ve              | Sa              | Do              | Lu              | Ma              | Me              | Gi              | Ve              | Sa              | Do              | Lu              | Ma              | Me              | Gi              | Ve              | Sa              | Do              | Lu              | Ma              | Me              | Gi              | Ve              | Sa              | Do              | Lu              | Ma              | Me              | Gi              |                 |                 |                 |                 |
| Marzo           | Ve              | Sa              | Do              | Lu              | Ma              | Me              | Gi              | Ve              | Sa              | Do              | Lu              | Ma              | Me              | Gi              | Ve              | Sa              | Do              | Lu              | Ma              | Me              | Gi              | Ve              | Sa              | Do              | Lu              | Ma              | Me              | Gi              | Ve              | Sa              | Do              |                 |
| Aprile          | Lu              | Ma              | Me              | Gi              | Ve              | Sa              | Do              | Lu              | Ma              | Me              | Gi              | Ve              | Sa              | Do              | Lu              | Ma              | Me              | Gi              | Ve              | Sa              | Do              | Lu              | Ma              | Me              | Gi              | Ve              | Sa              | Do              | Lu              | Ma              |                 |                 |
| Maggio          | Me              | Gi              | Ve              | Sa              | Do              | Lu              | Ma              | Me              | Gi              | Ve              | Sa              | Do              | Lu              | Ma              | Me              | Gi              | Ve              | Sa              | Do              | Lu              | Ma              | Me              | Gi              | Ve              | Sa              | Do              | Lu              | Ma              | Me              | Gi              | Ve              |                 |
| Giugno          | Sa              | Do              | Lu              | Ma              | Me              | Gi              | Ve              | Sa              | Do              | Lu              | Ma              | Me              | Gi              | Ve              | Sa              | Do              | Lu              | Ma              | Me              | Gi              | Ve              | Sa              | Do              | Lu              | Ma              | Me              | Gi              | Ve              | Sa              | Do              |                 |                 |
| Luglio          | Lu              | Ma              | Me              | Gi              | Ve              | Sa              | Do              | Lu              | Ma              | Me              | Gi              | Ve              | Sa              | Do              | Lu              | Ma              | Me              | Gi              | Ve              | Sa              | Do              | Lu              | Ma              | Me              | Gi              | Ve              | Sa              | Do              | Lu              | Ma              | Me              |                 |
| Agosto          | Gi              | Ve              | Sa              | Do              | Lu              | Ma              | Me              | Gi              | Ve              | Sa              | Do              | Lu              | Ma              | Me              | Gi              | Ve              | Sa              | Do              | Lu              | Ma              | Me              | Gi              | Ve              | Sa              | Do              | Lu              | Ma              | Me              | Gi              | Ve              | Sa              |                 |
| Settembre       | Do              | Lu              | Ma              | Me              | Gi              | Ve              | Sa              | Do              | Lu              | Ma              | Me              | Gi              | Ve              | Sa              | Do              | Lu              | Ma              | Me              | Gi              | Ve              | Sa              | Do              | Lu              | Ma              | Me              | Gi              | Ve              | Sa              | Do              | Lu              |                 |                 |
| Ottobre         | Ma              | Me              | Gi              | Ve              | Sa              | Do              | Lu              | Ma              | Me              | Gi              | Ve              | Sa              | Do              | Lu              | Ma              | Me              | Gi              | Ve              | Sa              | Do              | Lu              | Ma              | Me              | Gi              | Ve              | Sa              | Do              | Lu              | Ma              | Me              | Gi              |                 |
| Novembre        | Ve              | Sa              | Do              | Lu              | Ma              | Me              | Gi              | Ve              | Sa              | Do              | Lu              | Ma              | Me              | Gi              | Ve              | Sa              | Do              | Lu              | Ma              | Me              | Gi              | Ve              | Sa              | Do              | Lu              | Ma              | Me              | Gi              | Ve              | Sa              |                 |                 |
| Dicembre        | Do              | Lu              | Ma              | Me              | Gi              | Ve              | Sa              | Do              | Lu              | Ma              | Me              | Gi              | Ve              | Sa              | Do              | Lu              | Ma              | Me              | Gi              | Ve              | Sa              | Do              | Lu              | Ma              | Me              | Gi              | Ve              | Sa              | Do              | Lu              | Ma              |                 |